# 보고몰니 방정식
양자장론에서 보고몰니 방정식(Богомольный方程式, 영어: Bogomol’nyi equation)은 3차원 공간 위의 주접속과 딸림표현 스칼라장에 대한 1차 비선형 편미분 방정식이다. 그 해는 자기 홀극을 나타낸다.

## 정의
다음 데이터가 주어졌다고 하자.
- 3차원 유향 리만 다양체 {\displaystyle (M,g)}
  - 이를 통하여, 호지 쌍대 {\displaystyle *\colon \Omega ^{\bullet }(M)\to \Omega ^{3-\bullet }(M)}가 존재한다.
- 콤팩트 단순 리 군 {\displaystyle G}
- {\displaystyle G}-주다발 {\displaystyle \pi \colon P\twoheadrightarrow M}
  - 이로부터 {\displaystyle G}의 딸림표현에 대한 연관 벡터 다발 {\displaystyle \operatorname {ad} (P)=P\times _{G}{\mathfrak {lie}}(G)}을 정의할 수 있다.
- {\displaystyle \pi }의 주접속 {\displaystyle \nabla _{A}}
  - 그 곡률을 {\displaystyle F\in \Omega ^{2}(M;\operatorname {ad} (P))}라고 하자.
- {\displaystyle \operatorname {ad} (P)}의 매끄러운 단면 {\displaystyle \phi \in \Gamma ^{\infty }(\operatorname {ad} (P))}
  - 이에 대한 공변 미분 {\displaystyle \nabla _{A}\phi \in \Omega ^{1}(M;\operatorname {ad} (P))}을 정의할 수 있다.

그렇다면, 이 데이터에 대한 다음과 같은 1차 편미분 방정식을 보고몰니 방정식이라고 한다.
{\displaystyle F_{A}=*\nabla _{A}\phi }
보고몰니 방정식의 해는 물리학적으로 자기 홀극을 나타낸다.

### 자기 홀극
편의상, 게이지 군 {\displaystyle G=\operatorname {SU} (2)} 및 {\displaystyle M=\mathbb {R} ^{3}}를 생각하자.
보고몰니 방정식의 해 가운데, 유한한 에너지
{\displaystyle \int _{M}(\langle F,F\rangle +\langle \mathrm {D} \phi ,\mathrm {D} \phi \rangle )\,\mathrm {d} ^{3}x<\infty }
를 가지는 것들의, 게이지 변환군
{\displaystyle {\mathcal {C}}^{\infty }(\mathbb {R} ^{3},\operatorname {SU} (2))}
의 작용에 대한 동치류를 자기 홀극이라고 한다. 만약 {\displaystyle M=\mathbb {R} ^{3}}인 경우, 이는 다음 조건을 함의한다.:15, (2.4)
{\displaystyle |\phi |=\phi _{0}-{\frac {k}{2r}}+{\mathcal {O}}(r^{-2})}
{\displaystyle {\frac {\partial |\phi |}{\partial \theta }}={\mathcal {O}}(r^{-2})}
{\displaystyle |\mathrm {D} \phi |={\mathcal {O}}(r^{-2})}
여기서 {\displaystyle \theta }는 {\displaystyle \mathbb {R} ^{3}}의 구면 좌표에서 임의의 방향으로의 각 좌표이며, {\displaystyle r}는 원점으로부터의 거리이다. {\displaystyle \Phi _{0}}는 임의의 상수이며, {\displaystyle k\in \mathbb {Z} }는 자하(磁荷, 영어: magnetic charge)이다. 주어진 자하의 보고몰니 방정식의 모듈라이 공간을 {\displaystyle {\mathcal {N}}_{k}}라고 하자.
이 대신, {\displaystyle \mathbb {R} ^{3}}의 임의의 한 방향을 골라, 이 방향의 무한대에서 게이지 변환이 자명하다는 조건을 가할 수 있다. 이러한 게이지 환의 군을
{\displaystyle {\mathcal {G}}_{0}\leq {\mathcal {G}}={\mathcal {C}}^{\infty }(\mathbb {R} ^{3},\operatorname {SU} (2))}
라고 하자. 그렇다면 유한 에너지 보고몰니 방정식 해의 {\displaystyle {\mathcal {G}}_{0}} 동치류를 틀 갖춘 자기 홀극(영어: framed monopole)이라고 하자.:15–16. 자하가 {\displaystyle k}인 틀 갖춘 자기 홀극의 모듈라이 공간을 {\displaystyle {\mathcal {M}}_{k}}라고 하자. 그렇자면 정의에 따라 이는 U(1) 주다발
{\displaystyle \operatorname {U} (1)\hookrightarrow {\mathcal {M}}_{k}\twoheadrightarrow {\mathcal {N}}_{k}}
을 이룬다.

## 성질

### 순간자와의 관계
보고몰니 방정식은 4차원 양-밀스 순간자가 따르는 자기 쌍대성 방정식
{\displaystyle F^{(4)}=\pm *F^{(4)}}
을 차원 축소하여 얻을 수 있다. 이 경우, 4차원의 게이지 퍼텐셜 {\displaystyle A}는 3차원의 게이지 퍼텐셜과 스칼라장으로 분해된다. 즉, 4차원 주접속의 곡률은
{\displaystyle F^{(4)}={\begin{pmatrix}0&\nabla _{A}\Phi \\-\nabla _{A}\Phi &F\end{pmatrix}}}
의 꼴이다. 따라서, 이 경우 자기 (반)쌍대 방정식은
{\displaystyle F=\pm *\nabla _{A}\Phi }
가 된다. 물론, 부호 ±는 {\displaystyle \Phi }를 재정의하여 없앨 수 있다.

### 모듈라이 공간
{\displaystyle \mathbb {R} ^{3}} 위의 SU(2) 틀 갖춘 자기 홀극의 모듈라이 공간 {\displaystyle {\mathcal {M}}_{k}}는 {\displaystyle 4k}차원 리만 다양체이며, 초켈러 다양체이다. (그 위의 리만 계량은 해의 L2 계량으로 주어진다.) 즉, {\displaystyle {\mathcal {N}}_{k}}는 {\displaystyle 4k-1}차원 리만 다양체이다. 또한, 이 위에는 아벨 리 군 {\displaystyle \mathbb {R} ^{3}\times \operatorname {U} (1)}이 작용하며, 이에 대한 몫공간
{\displaystyle {\frac {{\mathcal {M}}_{k}}{\mathbb {R} ^{3}\times \operatorname {U} (1)}}={\tilde {\mathcal {M}}}_{k}}
을 정의할 수 있다. {\displaystyle {\tilde {\mathcal {M}}}_{k}}는 {\displaystyle 4(k-1)}차원 초켈러 다양체이다.
특히, {\displaystyle {\mathcal {M}}_{1}=\mathbb {R} ^{3}\times \operatorname {U} (1)}이다. 즉, 하나의 자기 홀극은 자명한 모듈라이 공간을 갖는다. 이러한 {\displaystyle k=1} 해는 프라사드-소머필드 해(영어: Prasad–Sommerfield solution)라고 하며, 다음과 같다.
{\displaystyle A=\left({\frac {1}{\sinh r}}-{\frac {1}{r}}\right)\epsilon _{ijk}{\frac {x^{j}}{r}}\sigma ^{k}\,\mathrm {d} x^{i}}
{\displaystyle \phi =\left({\frac {1}{\tanh r}}-{\frac {1}{r}}\right){\frac {x^{i}}{r}}\sigma _{i}}
여기서 {\displaystyle \sigma _{i}}는 리 대수 {\displaystyle {\mathfrak {su}}(2)}의 기저를 이루는 파울리 행렬이다.
{\displaystyle k=2}일 때, {\displaystyle {\tilde {\mathcal {M}}}_{2}}는 아티야-히친 다양체이다. 이는 점근 국소 평탄 공간이며, ADE 분류에서 D0형에 해당한다. (반면, A−1형은 {\displaystyle \mathbb {R} ^{3}\times \mathbb {S} ^{1}}이며, A₀형은 토브-너트 공간이며, An은 {\displaystyle (n-1)}중 토브-너트 공간이다. E형은 존재하지 않는다.) 아티야-히친 다양체는 SU(2) 등거리군을 가지며, 이는 원점을 중심으로 하는 회전에 해당한다. 아티야-히친 다양체의 2겹 피복 공간은 D₁형 점근 국소 평탄 공간이다.

### 남 방정식
보고몰니 방정식의 해는 남 방정식으로 구성된다.:Chapter 16

## 역사
예브게니 보리소비치 보고몰니(러시아어: Евге́ний Бори́сович Богомо́льный)가 도입하였다.

## 같이 보기
- 긴즈부르크-란다우 이론
- 자이베르그-위튼 이론